# Subaru Justy
La Subaru Justy était disponible sur le marché européen et anciennement nord-américain sauf la G3X et la génération suivante.
La première génération, lancée en 1987, était basée sur la Suzuki Swift et a fait l'essentiel de sa carrière aux États-Unis. À cette époque, Subaru n'était pas distribué en France. Lancée en 1996, la deuxième Justy était également une Suzuki Swift rebadgée, en version 4 roues motrices.
La troisième mouture de Justy, appelée G3X Justy, devenait une version rebadgée, et toujours à 4 roues motrices, de la Suzuki Ignis.
la dernière génération, lancée en octobre 2007 en Europe et retirée du catalogue en 2010 était cette fois, à la suite des accords passés entre Subaru et Toyota, une Daihatsu Sirion (Boon au Japon), mais alors seulement en deux roues motrices (traction).

## Catégorie
La Justy est considérée comme une petite (en Europe) ou une sous-compacte (au Japon).